# La Brique Military Cemetery No.1
La Brique Military Cemetery No.1 is een Britse militaire begraafplaats met gesneuvelden uit de Eerste Wereldoorlog, gelegen in het Belgische dorp Sint-Jan (Ieper). De begraafplaats werd ontworpen door Reginald Blomfield en ligt 1,6 kilometer ten noorden van Ieper. Het terrein heeft een oppervlakte van 725 m² en wordt onderhouden door de Commonwealth War Graves Commission. Deze begraafplaats vormt één geheel met La Brique Military Cemetery No.2, dat aan de overkant van de straat ligt. Daarom werd het Cross of Sacrifice op de grootste van de twee (La Brique Military Cemetery No.2) geplaatst. 
Er worden 91 Britse doden herdacht waaronder 4 niet geïdentificeerde.

## Geschiedenis
De naam van deze begraafplaats verwijst naar een oude steenbakkerij die voor de oorlog in dit gehucht, dat "Brieke" werd genoemd, gelegen was. Men startte in mei 1915 met de aanleg ervan en het werd gebruikt tot december 1915. Toen op 5 juni 1915 de 6th Division deze sector overnam kon men nog steeds de gasgeur waarnemen van de gasaanval die hier twee maanden tevoren had plaatsgevonden. Van de 91 doden die hier begraven werden konden er 4 niet geïdentificeerd worden.
In 2009 werd de begraafplaats als monument beschermd.

## Onderscheiden militair
- Alfred Marsh, sergeant bij de The Buffs (East Kent Regiment) werd onderscheiden met de Distinguished Conduct Medal (DCM).